# Benedetto Caetani
Benedetto Caetani (zm. 14 grudnia 1296) – włoski kardynał, bratanek papieża Bonifacego VIII.
Pochodził z Anagni, gdzie sprawował funkcję kanonika kapituły katedralnej. W grudniu 1294 jego wuj i imiennik został wybrany na papieża Bonifacego VIII i na swym pierwszym konsystorzu celebrowanym najprawdopodobniej 26 lutego 1295 mianował go kardynałem diakonem Santi Cosma e Damiano.
Benedetto Caetani złożył swój podpis na czterech uroczystych bullach Bonifacego VIII z 21 czerwca 1295, 13 marca 1296, 7 maja 1296 i 13 sierpnia 1296. Zmarł 14 grudnia 1296.